# The S.O.S. Band
The S.O.S. Band (algumas vezes como SOS Band; abreviação de Sounds Of Success) é uma banda americana de R&B e electro-funk que alcançou a fama nos anos 1980. São melhores conhecidos por canções como "Take Your Time (Do It Right)," "Just Be Good to Me," "Tell Me If You Still Care" e  "The Finest.".

## História
A banda foi fundada em Atlanta, Geórgia, em 1977. Os membros originais do grupo incluíam Willie "Sonny" Killebrew (saxofone), Billy Ellis (flauta), Jason "T.C." Bryant (teclados), Bruno Speight (guitarra), John Simpson (baixo), James Earl Jones III (bateria) e Mary Davis (vocais e teclados). Foi originalmente batizada de Santa Monica, mas logo mudou seu nome para The S.O.S. Band- um  acrônimo para Sounds of Success. Após escutar sua demo e ficar impressionado com o som do grupo, o fundador da Tabu Records, Clarence Avant assinou o primeiro contrato do grupo.
Em 1980, o grupo lançou seu primeiro single, "Take Your Time (Do It Right)", que foi certificado platina e vendeu mais de 2 milhões de cópias. Seu álbum de estreia, S.O.S. foi certificado ouro e vendeu mais de 800.000 cópias. O trompetista, vocalista e percussionista Abdul Ra'oof se juntou ao grupo enquanto estavam em turnê mundial.
Em 1983, a banda juntou forças com o, então recém formado, time de produtores Jimmy Jam e Terry Lewis, que conseguiu uma sequência de sucessos para o grupo, incluindo "Just Be Good to Me," "High Hopes," "Tell Me If You Still Care," "Borrowed Love," "No One's Gonna Love You," "Just the Way You Like It" e "The Finest."
A principal vocalista, Mary Davis, deixou o grupo em 1987 para tentar carreira solo e foi substituída por Chandra Currelley, à partir do álbum de 1989, Diamonds in the Raw. Gravaram outros álbuns com Currelley - de 1991, One of Many Nights, com participação em três canções do, então desconhecido, rapper Kurupt. Em 1995, o guitarrista Bruno Speight foi um dos músicos a participar da versão cover do grupo Xscape da canção "Who Can I Run To", originalmente gravada em 1979 pela The Jones Girls.
Mais recentemente, Currelley tem estado ativa como atriz e vocalista nas peças e filmes de Tyler Perry. Quando a carreira de Mary Davis não foi tão bem sucedida como ela esperava, ela voltou a se reunir com a banda em 1994. Desde então, Davis se separou dos membros remanescentes do The S.O.S. Band, com Davis e Speight fazendo turnês usando o nome da banda.
Em 2013, todo o catálogo do The S.O.S. Band lançado pela Tabu Records foi relançado, pois o selo licenciou sua marca para o selo britânico Demon Music Group.

## Discografia
Todos os álbuns e singles listados abaixo foram lançados pela Tabu Records.

### Álbuns de estúdio
| 1980                                                                                  | S.O.S.                   | 12  | 2  | —  | —  | —  | 34 | —  | —  | - EUA: Ouro |
| 1981                                                                                  | Too                      | 117 | 30 | —  | —  | —  | —  | —  | —  |             |
| 1982                                                                                  | III                      | 172 | 27 | —  | —  | —  | —  | —  | —  |             |
| 1983                                                                                  | On the Rise              | 47  | 7  | —  | 30 | 36 | —  | —  | —  | - EUA: Ouro |
| 1984                                                                                  | Just the Way You Like It | 60  | 6  | 44 | 33 | —  | —  | —  | 29 |             |
| 1986                                                                                  | Sands of Time            | 44  | 4  | 20 | 38 | 36 | —  | 35 | 15 | - EUA: Ouro |
| 1989                                                                                  | Diamonds in the Raw      | 194 | 43 | —  | —  | —  | —  | —  | —  |             |
| 1991                                                                                  | One of Many Nights       | —   | —  | —  | —  | —  | —  | —  | —  |             |
| "—" denota um álbum que não entrou nas paradas ou não foi lançado naquele território. |                          |     |    |    |    |    |    |    |    |             |

### Compilações
| 1987                                                                                  | 1980–1987: The Hit Mixes                             | —   | —  | —  |
| 1990                                                                                  | The Very Best Of (1980–1990: A Decade of Dance Hits) | —   | —  | 26 |
| 1995                                                                                  | The Best of the S.O.S. Band                          | 185 | 27 | —  |
| 2004                                                                                  | Greatest Hits                                        | —   | 62 | —  |
| 2011                                                                                  | Icon                                                 | —   | —  | —  |
| 2015                                                                                  | Greatest                                             | —   | —  | —  |
| "—" denota um álbum que não entrou nas paradas ou não foi lançado naquele território. |                                                      |     |    |    |

### Singles
| Ano                                                                                   | Título                                            | Pico nas paradas | Pico nas paradas | Pico nas paradas | Pico nas paradas | Pico nas paradas | Pico nas paradas | Pico nas paradas | Pico nas paradas | Pico nas paradas | Pico nas paradas | Pico nas paradas | Pico nas paradas | Pico nas paradas |
| Ano                                                                                   | Título                                            | US               | US R&B           | US Dan           | AUS              | BEL              | CAN              | GER              | IRE              | NLD              | NZ               | NOR              | SWE              | UK               |
| ------------------------------------------------------------------------------------- | ------------------------------------------------- | ---------------- | ---------------- | ---------------- | ---------------- | ---------------- | ---------------- | ---------------- | ---------------- | ---------------- | ---------------- | ---------------- | ---------------- | ---------------- |
| 1980                                                                                  | "Take Your Time (Do It Right) (Part 1)"           | 3                | 1                | 1                | 40               | 19               | 27               | 40               | —                | 26               | 3                | 10               | 20               | 51               |
| 1980                                                                                  | "S.O.S. (Dit Dit Dit Dash Dash Dash Dit Dit Dit)" | —                | 20               | 54               | —                | —                | —                | —                | —                | —                | —                | —                | —                | —                |
| 1981                                                                                  | "What's Wrong with Our Love Affair?"              | —                | 87               | —                | —                | —                | —                | —                | —                | —                | —                | —                | —                | —                |
| 1981                                                                                  | "Do It Now (Part 1)"                              | —                | 15               | —                | —                | —                | —                | —                | —                | —                | —                | —                | —                | —                |
| 1981                                                                                  | "You"                                             | —                | 64               | —                | —                | —                | —                | —                | —                | —                | —                | —                | —                | —                |
| 1982                                                                                  | "High Hopes"                                      | —                | 25               | 49               | —                | —                | —                | —                | —                | —                | —                | —                | —                | —                |
| 1983                                                                                  | "Have It Your Way"                                | —                | 57               | —                | —                | —                | —                | —                | —                | —                | —                | —                | —                | —                |
| 1983                                                                                  | "Groovin' (That's What We're Doin')"              | —                | —                | 47               | —                | —                | —                | —                | —                | —                | —                | —                | —                | 72               |
| 1983                                                                                  | "Just Be Good to Me"                              | 55               | 2                | 3                | 17               | 29               | —                | —                | 21               | 22               | 10               | —                | —                | 13               |
| 1983                                                                                  | "Tell Me If You Still Care"                       | 65               | 5                | —                | —                | —                | —                | —                | —                | 39               | —                | —                | —                | 81               |
| 1984                                                                                  | "For Your Love"                                   | —                | 34               | 26               | —                | —                | —                | —                | —                | —                | —                | —                | —                | —                |
| 1984                                                                                  | "Just the Way You Like It"                        | 64               | 6                | 26               | —                | —                | —                | 34               | —                | 42               | 50               | —                | —                | 32               |
| 1984                                                                                  | "No One's Gonna Love You"                         | 102              | 15               | —                | —                | —                | —                | —                | —                | —                | —                | —                | —                | —                |
| 1985                                                                                  | "Weekend Girl"                                    | —                | 40               | —                | —                | —                | —                | —                | —                | —                | —                | —                | —                | 51               |
| 1985                                                                                  | "Break Up"                                        | —                | —                | —                | —                | —                | —                | —                | —                | —                | —                | —                | —                | —                |
| 1986                                                                                  | "The Finest"                                      | 44               | 2                | 8                | —                | 20               | —                | 26               | 28               | 34               | 13               | —                | —                | 17               |
| 1986                                                                                  | "Borrowed Love"                                   | —                | 14               | 26               | —                | 25               | —                | 37               | —                | 22               | —                | —                | —                | 50               |
| 1986                                                                                  | "Even When You Sleep"                             | —                | 34               | —                | —                | —                | —                | —                | —                | —                | —                | —                | —                | —                |
| 1987                                                                                  | "No Lies"                                         | —                | 43               | 2                | 83               | —                | —                | —                | —                | —                | —                | —                | —                | 64               |
| 1988                                                                                  | "The Official Bootleg Mega-Mix"                   | —                | —                | —                | —                | —                | —                | 33               | —                | —                | —                | —                | —                | —                |
| 1989                                                                                  | "I'm Still Missing Your Love"                     | —                | 7                | —                | —                | —                | —                | —                | —                | 25               | —                | —                | —                | —                |
| 1990                                                                                  | "Secret Wish"                                     | —                | 38               | —                | —                | —                | —                | —                | —                | —                | —                | —                | —                | —                |
| 1990                                                                                  | "Do You Love Me?"                                 | —                | —                | —                | —                | —                | —                | —                | —                | —                | —                | —                | —                | —                |
| 1991                                                                                  | "Sometimes I Wonder"                              | —                | 12               | —                | —                | —                | —                | —                | —                | —                | —                | —                | —                | —                |
| 1991                                                                                  | "Broken Promises"                                 | —                | —                | —                | —                | —                | —                | —                | —                | —                | —                | —                | —                | —                |
| 2014                                                                                  | "Just Get Ready"                                  | —                | —                | —                | —                | —                | —                | —                | —                | —                | —                | —                | —                | —                |
| "—" denota um álbum que não entrou nas paradas ou não foi lançado naquele território. |                                                   |                  |                  |                  |                  |                  |                  |                  |                  |                  |                  |                  |                  |                  |